# 카타르 외교 위기

카타르
카타르와 외교 관계를 단절한 나라: 사우디아라비아, 바레인, 아랍에미리트, 이집트, 리비아의 비승인 정부, 몰디브, 예멘, 모리타니

2017년 카타르 외교 위기는 2017년 6월 사우디아라비아의 주도 하에 아랍에미리트, 예멘, 바레인, 이집트, 리비아 등 아랍권 6개국이 카타르와 단교를 선언한 사건을 말한다. 이어서 몰디브도 카타르와의 단교를 선언했다. 이들 국가들은 카타르가 테러리즘과 극단주의 조직을 지원하며 안보를 불안하게 한다는 것을 단교 명분으로 내세웠다. 카타르와 단교를 선언한 해당국들은 자국 내 카타르 외교관 철수를 명령하고 항공기와 선박 운항을 속속 중단시켰다.
6월 6일 저녁에는 요르단이 카타르와의 외교 관계를 격하시켰고, 6월 7일에는 모리타니 정부가 추가로 카타르와 단교했다.

## 배경
카타르는 지속적으로 다른 중동 국가들과는 다른 노선을 보여왔다. 카타르는 알자지라라는 뉴스 채널을 운영해왔으며 친 이란 성향, 무슬림형제단에 우호적인 태도 등으로 중동 국가들에게 비난을 받아왔다. 탈레반이 정치권 내부로 들어오는 것을 허용하기도 했다. 카타르는 미국의 중동 최우방 전선으로 중동에서 가장 큰 미군 기지가 주둔하는 곳이기도 하다.
단교를 선언한 7개국 중 이집트, 리비아, 몰디브를 제외한 나머지 국가들은 모두 걸프 협력 회의 (GCC)의 회원국들이다. 수년동안 GCC 회원국들은 아랍 세계에서 영향력을 행사하는 문제로 카타르와 충돌해왔다.
단교를 선언한 7개국들은 카타르가 테러를 지원하고 자국내 문제에 간섭하며 이란과의 관계를 유지하고 있다며 비난했다. 카타르는 즉각 테러를 지원하고 있다는 사실을 부인했으며 미국 주도의 대 IS 군사 개입에 참여하고 있다는 사실을 지적했다. 이란의 영향력을 무시할 수 없었던 것 뿐이라며 이란을 옹호하고 있다는 주장도 묵살했다. 알자지라 방송은 이 사태가 5월에 있었던 카타르 관영통신 QNA의 해킹 사건에서 촉발된 것이라고 보도했다. 당시 QNA는 카타르 국왕 성명으로 "이란에 대한 적대 정책을 정당화 할 수 없다"고 발표했는데 이것이 해킹에 의한 가짜 뉴스로 밝혀진 것이다. 당시 이란은 이 해킹 사태가 도널드 트럼프가 꾸민 짓이라며 비난했다.

## 관련 국가

### 단교 국가
6월 20일 기준, 12개 국가가 카타르와 단교하였다.
- 리비아 (토브룩 미승인 정부)
- 모리타니
- 몰디브
- 바레인
- 사우디아라비아
- 세네갈
- 소말릴란드 (소말리아 미승인 정부)
- 아랍에미리트
- 에리트리아
- 예멘 (하디 정부)
- 이집트
- 코모로

### 국교 유지 국가
- 터키
- 이란
- 이라크
- 오만
- 아제르바이잔
- 모로코
- 튀니지
- 알제리
- 쿠웨이트
- 레바논

### 외교 격하 국가
6월 20일 기준, 다음 4개 국가가 카타르와의 외교 관계를 격하하였다.
- 니제르
- 요르단
- 지부티
- 차드

## 같이 보기
- 카타르-사우디아라비아 대리전